# Église Saint-André de Belloc
Pour les articles homonymes, voir église Saint-André.
L'église Saint-André de Belloc (en catalan : Sant Andreu de Bell-lloc), ou encore la chapelle Saint-André de Belloc,  est une église de style roman, et de culte catholique, située à Belloc, aujourd'hui Villefranche-de-Conflent, dans le département français des Pyrénées-Orientales et la région Occitanie.
Elle est située dans un lieu isolé, dont le nom signifie « beau lieu », tout au sud-est du massif du Madrès (Pyrénées) sur un versant surplombant la vallée de la Têt, dans la région du Conflent. L'église Saint-André à probablement été construite au XIIe siècle et fut l'église paroissiale du village de Belloc avant que celui-ci ne soit abandonné.
L'église dépend du diocèse de Perpignan-Elne et est dédiée à saint André.

## Situation

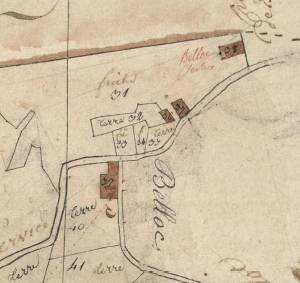
Plan de Belloc dans le cadastre napoléonien (1812).

L'église Saint-André de Belloc se situe à l'extrême sud du massif du Madrès dans l'est de la chaîne des Pyrénées, à une altitude de 897 mètres, dans la commune de Villefranche-de-Conflent et le département des Pyrénées-Orientales, proche de la commune voisine de Conat,. Le site du village déserté de Belloc est isolé, à cheval entre la forêt domaniale du Coronat au sud et la réserve naturelle nationale de Conat au nord.
L'accès le plus facile part de la route départementale reliant les communes de Ria-Sirach et Conat, d'où une piste mène près de l'église. Un sentier pédestre balisé permet également de relier l'église à la ville de Villefranche-de-Conflent,, en montant d'abord au Fort Liberia, puis en continuant l'ascension par un sentier à droite dans la forêt domaniale du Coronat. Arrivé à Saint-André, il est possible de continuer jusqu'à l'Église Saint-Étienne de Campilles.

## Toponymie
L'église est originellement dédiée à Sant Andreu en catalan, qui est devenu saint André par la suite.
Le nom de Belloc est un calque du catalan Belloch ou Bell-lloc qui signifie « beau lieu », du latin Bellus locus, un toponyme fréquent en Catalogne. L'endroit est cité en 1163 sous la forme Bello Locho. L'IGN utilise comme souvent pour les microtoponymes des Pyrénées-Orientales le nom catalan, ici Sant Andreu de Bell Lloc.

## Histoire
La paroisse de Belloc (parrochia de Belloloco) est mentionnée en 1163 dans une bulle du pape Alexandre III donnant une liste de possessions de l'abbaye Saint-Martin du Canigou. La dédicace à saint André apparait en 1196. Belloc est donné en 1217 au prieuré de Sainte-Marie de Corneilla-de-Conflent, dont il reste dépendant jusqu'à la fin de l'Ancien Régime.
Les caractéristiques du portail de l'édifice actuel le datent de la fin du XIIe siècle ou du début du XIIIe siècle. L'église pourrait avoir été construite au XIIe siècle.
L'église, qualifiée d'« à demi ruinée » par Lluís Basseda dans les années 1970 est ensuite restaurée. Sa voûte est remplacée par une toiture sur charpente, et recouverte de lauzes.

## Architecture

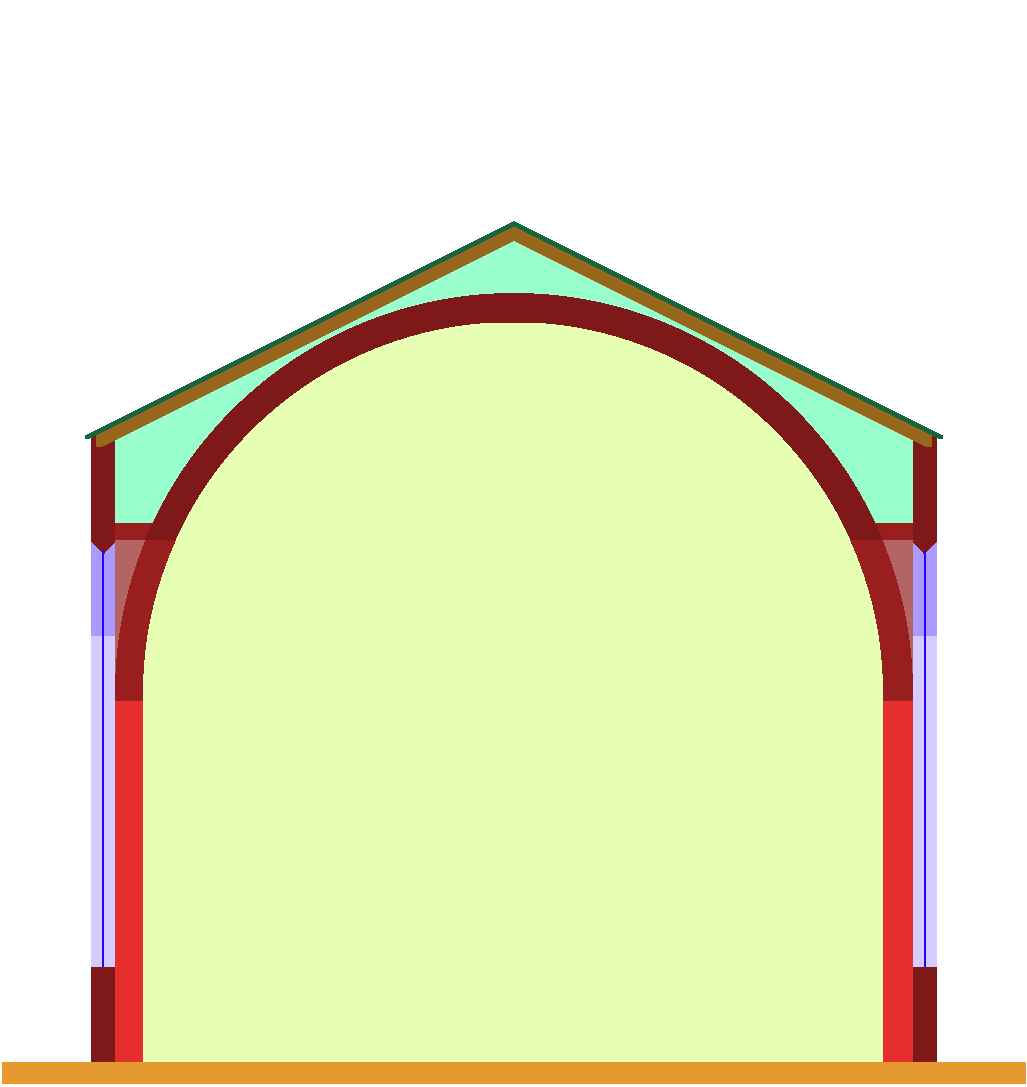
Coupe d'église à nef unique à voûte en berceau en pierre et pilastres muraux.

Plan type d'une église pré-romane du Roussillon : 1 = nef, 2 = abside, 3 = autel. Pour l'église saint-André de Belloc de style roman, la nef et l'abside ne sont pas séparées.

Saint-André est une église à nef unique et à abside rectangulaire. Les deux parties de l'église se situent dans le prolongement l'une de l'autre, ce qui donne à l'édifice la forme d'un pavé droit. Comme souvent, l'église est dirigée vers l'orient, c'est-à-dire que l'abside est à l'est de la nef. Autrefois couverte d'une voûte, elle est depuis sa restauration protégée par une charpente avec un toit recouvert de lauzes.
La façade occidentale est surmontée d'un clocher-mur à deux baies. L'abside est éclairée à l'est par une petite fenêtre.
La porte est située dans le mur sud. Cette ouverture présente un linteau et un tympan en plein-cintre, sans décor sculpté. L'arc est décoré par des claveaux taillés dans des pierres de différentes couleurs : grès rouge, marbre rose et marbre blanc.
Le plan d'architecture est une évolution du style pré-roman du Roussillon. Dans ce dernier, l'abside correspond à une pièce plus restreinte et séparée de la nef, par quelques marches d'escalier par exemple. Dans le style roman de Saint-André de Belloc, l'abside est unifiée à la nef dans un même volume et sur une même élévation. Cela correspond au plan d'architecture le plus simple de l'art roman, c'est-à-dire à nef unique sans collatéraux ni transept.